# El invierno de las anjanas
Pour plus de détails, voir Fiche technique et Distribution.
El invierno de las anjanas est un film espagnol réalisé par Pedro Telechea, sorti en 2000.

## Synopsis
Au XIXe siècle, Adelaida, une femme noble, vit une passion avec un soldat. Celui-ci est envoyé au front et on rapporte sa mort. Adelaida ne veut pas y croire et sa famille la fait interner.

## Fiche technique
- Titre : El invierno de las anjanas
- Réalisation : Pedro Telechea
- Scénario : Diego Modino et Pedro Telechea
- Musique : Mario de Benito
- Photographie : Ángel Luis Fernández
- Montage : Luis Villar
- Société de production : Alma Ata International Pictures et Astrolabio Producciones
- Pays :  Espagne
- Genre : Drame, romance et historique
- Durée : 90 minutes
- Dates de sortie : 
  -  Espagne : 11 mai 2000

## Distribution
- Eduardo Noriega : Eusebio Sánchez Arguello / Andrés Echarri
- Elena Anaya : Adelaida
- Elvira Mínguez : María
- Juan Diego : Germán
- Ana Gracia : Pilar
- Petra Martínez : Justa
- Mario Zorrilla : Lucio
- Fernando Vivanco : Ricardo
- Juan Margallo : Félix
- José Ignacio Fernández Benito : le docteur Uranga
- Carla Granados : Sara
- Elisa Vidal : Manuela
- Antonio Resines : Matías

## Distinctions
Le film est nommé au Fotogramas de Plata du meilleur acteur pour Eduardo Noriega, conjointement avec ses performances dans Vies brûlées et Carretera y manta.